# Сокотра
 Тази статия е за архипелага.  За острова вижте Сокотра (остров).  
Сокотра (на арабски: سُقُطْرَى) са група острови в северозападната част на Индийския океан, принадлежаща на Република Йемен. От природогеографска гледна точка островите принадлежат към Африка. Остров Сокотра се намира на 350 km от Арабския полуостров и на 95 km (остров Абд-ал-Кури) от нос Гвардафуй. Островите принадлежат на Йемен, но и Сомалия предявява искания спрямо тях. Най-големият остров от архипелага е остров Сокотра с площ 3625 km², а площта на целия архипелаг заедно с малките островчета е 3796 km². В състава на архипелага влизат три обитаеми острова (Сокотра, Абд-ал-Кури и Самха), необитаемият остров Дарса, а също така скалите Сабуния и Кал-Фираун. Островите са изградени предимно от кристалинни скали. Максимална височина връх Ха Гехер 1503 m на остров Сокотра. Климатът е тропичен, пустинен и полупустинен, с малки мусонни валежи през зимата, които са по-обилни във вътрешността на острова, отколкото по бреговете. Средна януарска температура 21°С, средна юнска 28°С. Годишна сума на валежите 250 – 300 mm. Сокотра се отделя преди милиони години от континента Африка. Поради тази изолация на острова са се появили растения, уникални по своята природа, срещащи се единствено там. Най-известното растение е Dracaena cinnabari (Драконово дърво), официално описано от Исак Бейли Балфур през 1882 г. Населението отглежда финикови палми, дребен рогат добитък и е развит риболова.
Архипелагът е включен Списъка на световното културно и природно наследство на ЮНЕСКО от 2008 г., поради уникалната си екосистема и биоразнообразие, както и ендемитни видове.